# Tricobótrio

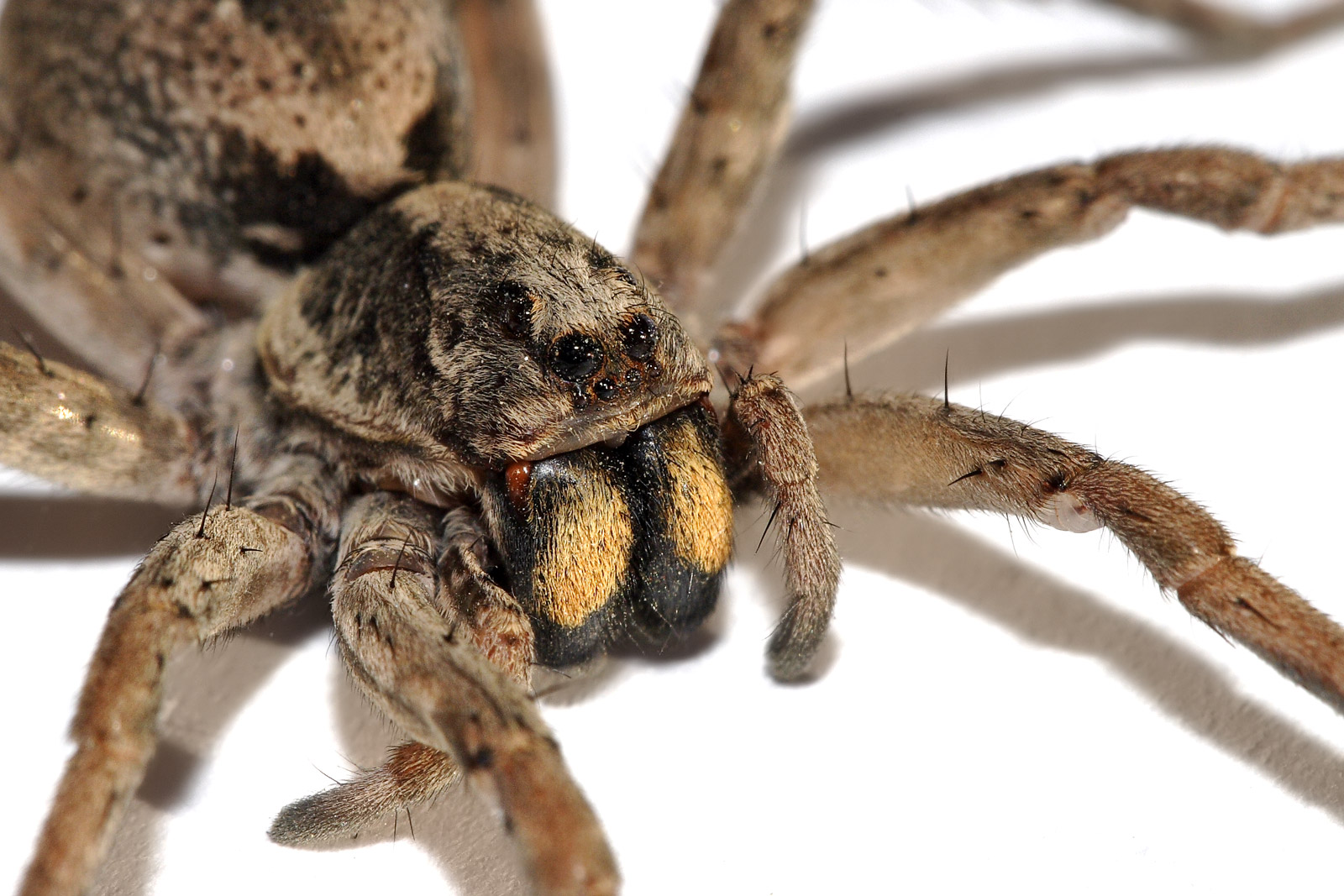
Uma aranha-lobo de aproximadamente 4 cm (incluindo pernas) de comprimento.

Trichobothria (trichobothrium, no singular) constituem pequenas estruturas em formato de pelo que servem para detectar vibrações do ar, comuns em alguns aracnídeos e insetos.